# 花朵運動

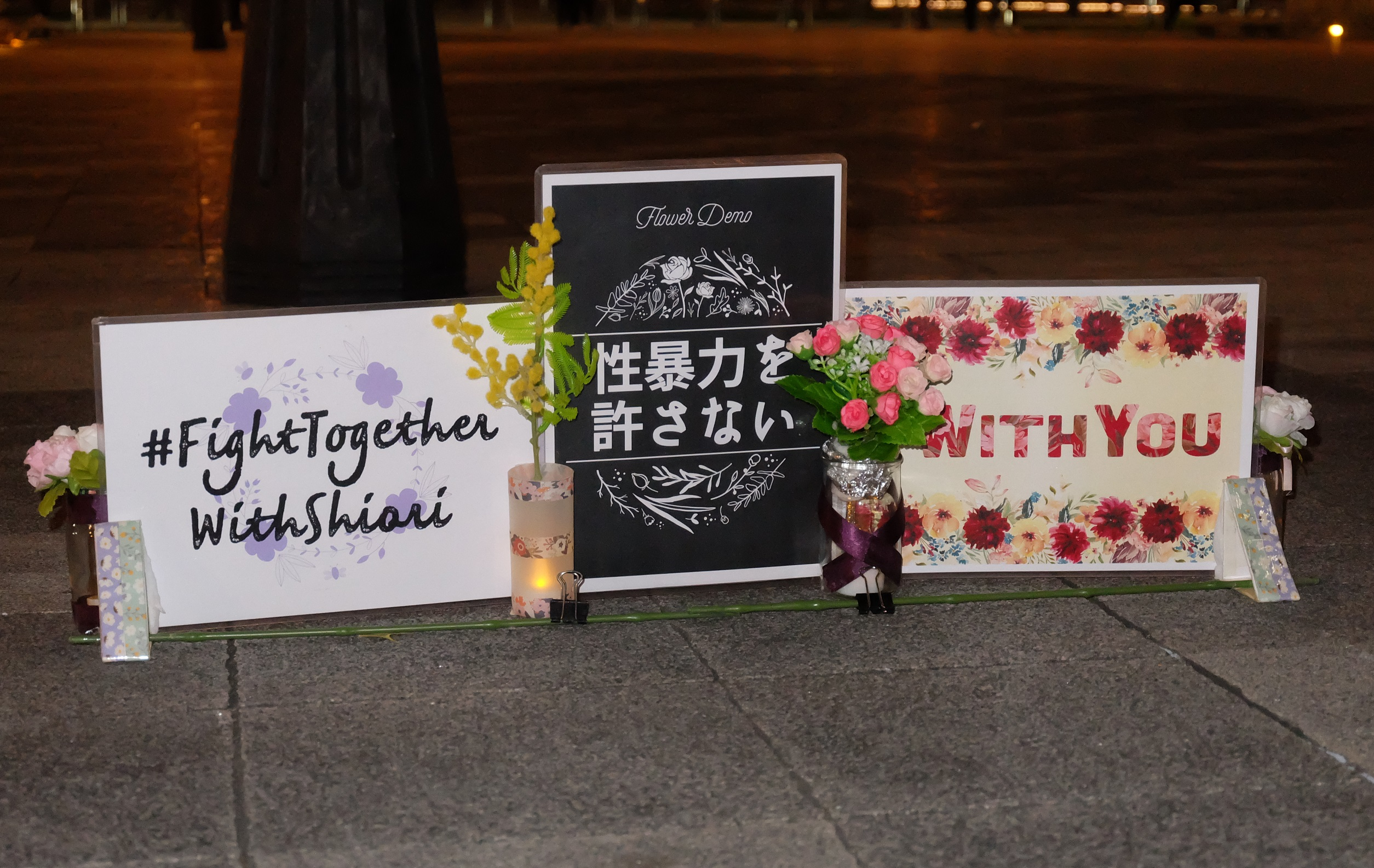
花朵運動東京參加者製作的宣傳板

花朵運動（日语： Furawādemo）是一個來自日本的社會運動，旨在抗議性犯罪和性暴力行為。

## 歷史
2019年3月，日本幾起性侵案件的被告因強姦及準強姦罪名被判無罪，引發社會輿論批評。隨後，社會運動者與作家北原實里（Minori Kitahara）在社群媒體上發起行動號召。第一次「花朵運動」活動於2019年4月11日分別在东京與大阪舉行。北原起初並未打算創造一個運動，但由於當天有數百人參與並分享自身經歷，她因此決定再舉辦一次活動。自此之後，「花朵運動」活動每個月舉行一次，多數在每月的11日。在大約一年內，這個運動便傳遍全國。
在每次「花朵運動」中，性暴力受害者及其支持者會在公共場所聚集，抗議對性犯罪的不公判決，並要求法律改革。參加者手持象徵對受害者支持的花卉，並聆聽受害者講述他們的經歷。
2019年9月11日，《黑箱：性暴力受害者的真實告白》作者伊藤诗织出席東京站前的一場「花朵運動」活動並發表演講。她當時穿著自己在遭性侵當天的衣服，並表示：「我希望提高社會對性侵的認知，讓大家了解無論穿著什麼，都不代表給予性同意。」
在2020年3月8日国际妇女节當天，「花朵運動」活動在38個縣市的47個城市同步舉行。

## 背景
這項運動的直接起因來自於以下四起性犯罪案件，這些案件都在2019年3月於地方法院獲得無罪判決。其中一件未上訴而無罪確定，其餘三件經高等法院逆轉改判有罪，並在最高法院定讞，依照檢方求刑確定判處有期徒刑。

### 3月12日 福岡地方法院久留米分部
2017年2月5日，福岡市博多區一名44歲的公司高層男性，被控在飲食店的聚會中，趁22歲女性因喝醉無法抵抗的狀態下進行性侵，遭以準強姦罪（修法後稱為準強制性交罪）起訴。
地方法院認定該名女性確實因為喝醉而無法抵抗，但認為被告基於誤信女性同意，缺乏故意，因此判決無罪。
2020年2月5日，福岡高等法院逆轉改判有罪，並依檢方求刑，判處4年有期徒刑。
2021年5月12日，最高法院駁回被告上訴，確定高等法院判決。

### 3月19日 靜岡地方法院濱松分部
一名女性在便利商店途中，遭外國男性強迫進行口交，屬於強制性交致傷案件。
地方法院因認定加害男性未見女性明確抵抗，而裁定無罪。
檢方未上訴，無罪判決確定。

### 3月26日 名古屋地方法院岡崎分部
2017年在日本愛知縣，一名父親因對當時19歲的親生女兒多次進行性暴力，被控以準強制性交等罪。該案件在經歷了一審、二審及最高法院的審理後，最終從無罪判決變為有罪，並判處10年有期徒刑，成為日本性暴力案件中備受矚目的司法案例。
案件的一審判決由名古屋地方法院岡崎支部作出，法院承認父親對女兒的性行為缺乏同意，並確認父親長期對女兒實施精神和身體虐待。然而，法院認為尚無足夠證據證明受害者處於“抗拒不能”的狀態，即在心理或身體上無法反抗。因此，該案一審結果為無罪。這一判決引發了社會強烈不滿，也促使“花朵示威”運動的興起，要求更大程度地保護性暴力受害者。
二審名古屋高等法院推翻了一審無罪判決。法院認定，受害者從小學開始就遭受父親的身體虐待，並從中學二年級起被迫進行性行為。受害者在長期虐待下逐漸陷入無力感，心理上喪失了抵抗意志。二審判決批評一審對“抗拒不能”的定義過於狹隘，忽視了長期心理控制和創傷對受害者行為的深遠影響，並指出這些事實已構成準強制性交等罪的條件，最終判處父親10年有期徒刑。
案件進一步上訴至最高法院。最高法院在審理後駁回了父親的上訴，確定了二審判決結果。最高法院支持名古屋高等法院對“抗拒不能”概念的廣義解釋，並引用精神科醫生的證詞，認為受害者長期遭受虐待，導致其心理完全喪失抵抗意志。最終，該案的有罪判決成為定案。

### 3月28日 靜岡地方法院
一名12歲女孩遭父親性虐待，並涉及持有兒童色情物罪。
地方法院以家庭空間狹小，認定家人不可能未察覺，質疑指控可信度，裁定無罪。
2020年12月21日，東京高等法院逆轉改判有罪，並依檢方求刑，判處7年有期徒刑。
2021年9月15日，最高法院駁回被告上訴，確定高等法院判決。
這些案件，尤其是名古屋地方法院的判決，曾引起極大爭議。該案件中，19歲的受害者被父親以暴力手段威脅後帶至旅館進行性侵。因暴行與性侵之間存在時間間隔，法院認為受害者未完全喪失抵抗能力，因此裁定無罪。然而，高等法院認定受害者在性侵時處於極度恐懼無法反抗的狀態，推翻原判決並改判有罪。
這些連續的無罪判決直接促成了「花樣示威」的誕生，旨在聲援受害者，並挑戰司法對性犯罪案件的偏見與不公。

## 外部連結
- 官方网站